# Sainte-Marie-du-Lac-Nuisement
 Sainte-Marie-du-Lac-Nuisement  es una población y comuna francesa, en la región de Champaña-Ardenas, departamento de Marne, en el distrito de Vitry-le-François y cantón de Saint-Remy-en-Bouzemont-Saint-Genest-et-Isson.

## Demografía
| 257 | 199 | 206 | 213 | 237 | 227 |
| Para los censos de 1962 a 1999 la población legal corresponde a la población sin duplicidades (Fuente: INSEE [Consultar]) |     |     |     |     |     |